# バドミュージック
株式会社バドミュージック(英語: bud music, inc.)は、日本のインディーズレーベル、マネージメント会社である。

## 所属アーティスト
- BASED ON KYOTO
- dubdub on-seng
- jizue
- Nabowa
- SOFT
- Terras
- THE BED ROOM TAPE
- tio
- WONDER HEADZ
- 次松大助
- 長谷川健一